# مقاطعة بينتون (إنديانا)
مقاطعة بينتون (بالإنجليزية: Benton County, Indiana)‏ هي إحدى مقاطعات ولاية إنديانا في الولايات المتحدة. تأسست سنة 1840، بلغ عدد سكانها 8854 نسمة في عام 2010 حسب إحصاء مكتب تعداد الولايات المتحدة وتصل الكثافة السكانية فيها 8.41 نسمة/كم2.

## وصلات خارجية
- United States Counties